# Nordenham
Nordenham é uma cidade da Alemanha localizada no estado de Baixa Saxônia, no distrito de Wesermarsch, às margens da bacia do rio Weser.